# Акустический спектр
Акусти́ческий спектр (спектр звука) — совокупность гармонических колебаний, на которые можно разложить конкретную звуковую волну. Задаётся функцией частоты {\displaystyle \nu } или длины волны {\displaystyle \lambda } и выражает относительную роль разных частот или длин упругих волн в изучаемом звуке, то есть показывает, в какой мере в акустическом сигнале присутствуют ультразвуковые, слышимые и т.д. волны. С точностью до нормировки такая функция совпадает с плотностью распределения величины {\displaystyle \nu } или {\displaystyle \lambda }. Возможные другие названия данной функции — спектральная плотность звуковой энергии или спектральная плотность звуковой мощности. Аналогичное понятие для электромагнитных волн именуется спектральной плотностью излучения.

Примеры форм звуковых сигналов (слева) и соответствующих спектров: a-c — дискретные; d — непрерывный. Спектр d представлен в виде кривой, а спектры а-с — как серии пар.

Физически, акустический спектр выражает либо энергию упругих колебаний в единице объёма среды, либо переносимую звуковой волной через единичную площадку мощность, приходящиеся на единичный ингервал по {\displaystyle \nu } или по {\displaystyle \lambda } и усреднённые по достаточно большому промежутку времени. Например, если аргументом выбрана частота {\displaystyle \nu }, то спектр — это 
{\displaystyle <{\frac {dW}{dVd\nu }}>\quad } или {\displaystyle \quad <{\frac {dP}{dSd\nu }}>}.
Соответственно, размерность спектра есть размерность объёмной плотности энергии или поверхностной плотности мощности, делённая на размерность частоты: (Дж/м3)/Гц или (Вт/м2)/Гц, а если в качестве аргумента взять длину волны то: (Дж/м3)/м или (Вт/м2)/м. Нередко спектры приводят в безразмерных относительных единицах. Общепринятого «значка» для обозначения спектра, не существует.
Для определённости далее обсуждается спектр в виде {\displaystyle <dP/dSd\nu >}. Если проинтегрировать его по частоте звука, получится интенсивность {\displaystyle I}.
В ряде случаев спектр содержит один или несколько острых узких пиков. Скажем, для монохроматической волны частоты {\displaystyle \nu _{1}} её спектр есть {\displaystyle I_{1}\cdot \delta (\nu -\nu _{1})} ({\displaystyle \delta } — дельта-функция), а для суммы монохроматических волн — сумма слагаемых такого вида. Тогда вместо функции могут быть просто перечислены пары «частота—интенсивность» {\displaystyle (\nu _{1},\,I_{1})}, {\displaystyle (\nu _{2},\,I_{2})} и далее, дающие полное представление о составе конкретного звука. При построении дискретного спектра в относительных единицах по вертикали могут откладываться как интенсивности, так и амплитуды звукового давления {\displaystyle A_{1}}, {\displaystyle A_{2}},.., при этом {\displaystyle A_{1}^{2}:A_{2}^{2}:A_{3}^{2}:..=I_{1}:I_{2}:I_{3}:..}. Подобные дискретные (линейные) акустические спектры характерны для музыкальных звуков различных инструментов. При этом ряд частот обычно выглядит как последовательность {\displaystyle \nu _{1}}, {\displaystyle 2\nu _{1}}, {\displaystyle 3\nu _{1}},.., где первый элемент {\displaystyle \nu _{1}} задаёт основной тон, а остальные являются обертонами; набор их интенсивностей {\displaystyle I_{1},\,I_{2},\,}... формирует тембр инструмента.
Природные шумы, например шум моря, напротив, характеризуются широким размытым акустическим спектром. Непрерывный акустический спектр обычно также имеют производственные шумы, их спектральный анализ важен в гигиене труда.